# 1902
1902 (MCMII) je bilo navadno leto, ki se je po gregorijanskem koledarju začelo na torek.

## Dogodki
- 11. februar – Bruseljska policija je napadla in pretepla demonstrante, ki so zahtevali splošno volilno pravico v Belgiji.
- 15. februar – Z obratovanjem je pričela berlinska podzemna železnica (U-Bahn).
- 6. marec – Ustanovljen je bil Real Madrid Club de Fútbol.
- 10. marec – Odločitev ameriškega prizivnega sodišča je preprečila monopol Thomasa Edisona nad tehnologijo za predvajanje filmov.
- 19. april – V potresu z ocenjeno magnitudo 7,5 po momentni lestvici, ki je prizadel Gvatemalo in jug Mehike, je umrlo 2.000 ljudi.
- 7. maj – Izbruh ognjenika La Soufrière je opustošil severni del otoka Sveti Vincencij v Karibih.
- 8. maj – Izbruh ognjenika Mount Pelée na Martiniku je uničil naselje Saint-Pierre in zahteval več kot 30.000 življenj.
- 20. maj – Kuba je postala samostojna država.
- 31. maj – S podpisom mirovne pogodbe v Vereenigingu se je končala druga burska vojna.
- 26. junij – Britanski kralj Edvard VII. je uvedel red za zasluge.
- 14. julij – V Benetkah se je podrl zvonik bazilike sv. Marka.
- 30. avgust – Znova je izbruhnil Mount Pelée na Martiniku, pri čemer je uničil mesto Morne–Rouge in zahteval 1000 življenj.
- 9. december – Italija, Nemčija in Združeno kraljestvo so pričele s pomorsko blokado Venezuele zaradi nepripravljenosti države za poplačilo mednarodnih dolgov.
- 10. december – Končan je bil Asuanski nizki jez na Nilu.
- 15. december – Po ozkotirni železnici med Trstom in Porečem je zapeljal prvi vlak.
- 30. december – Scott, Shackleton in Wilson so dosegli 82°17' južne zemljepisne širine, najjužnejšo točko, do katere je do tedaj uspel priti človek.

## Rojstva
- 8. januar – Carl Rogers, ameriški psiholog († 1987)
- 12. januar – Saud ibn Abd al–Aziz, kralj Saudove Arabije († 1969)
- 9. januar – Jožefmarija Escrivá, španski duhovnik, ustanovitelj Opus Dei († 1975)
- 31. januar – Alva Myrdal, švedska sociologinja in političarka, nobelovka († 1986)
- 2. februar – Erwin Rösener, nemški general SS in vojni zločinec († 1946)
- 4. februar – Charles Lindbergh, ameriški letalec († 1974)
- 10. februar – Walter Houser Brattain, ameriški fizik, nobelovec († 1987)
- 20. februar – Ansel Easton Adams, ameriški fotograf († 1984)
- 22. februar – Mickey Marcus, judovski ameriški častnik, general († 1948)
- 27. februar – John Steinbeck, ameriški pisatelj, nobelovec († 1968)
- 2. april – Danilo Švara, slovenski skladatelj († 1981)
- 28. april – Alexandre Kojève, francoski filozof ruskega rodu († 1968)
- 30. april – Theodore Schultz, ameriški ekonomist, nobelovec († 1998)
- 3. maj – Alfred Kastler, francoski fizik, nobelovec († 1984)
- 6. maj – Max Ophüls, nemški režiser in pisatelj († 1957)
- 15. junij – Erik Erikson, nemško–ameriški psiholog († 1994)
- 16. junij – Barbara McClintock, ameriška genetičarka, nobelovka († 1992)
- 21. junij – Howie Morenz, kanadski hokejist († 1937)
- 10. julij – Kurt Alder, nemški kemik, nobelovec († 1958)
- 28. julij – Karl Raimund Popper, avstrijsko–britanski filozof († 1994)
- 6. avgust – Sylvain Julien Victor Arend, belgijski astronom († 1992)
- 8. avgust – Paul Adrien Maurice Dirac, britanski fizik in matematik, nobelovec († 1984)
- 10. avgust – Arne Tiselius, švedski biokemik, nobelovec († 1971)
- 30. avgust – Józef Maria Bocheński, poljski logik in filozof († 1995)
- 1. september – Dirk Brouwer, nizozemsko–ameriški astronom, geofizik († 1966)
- 1. september – Riccardo Morandi, italijanski inženir in arhitekt († 1989)
- 12. september – Juscelino Kubitschek, brazilski politik († 1976)
- 14. september – Nikolaj Iljič Kamov, ruski letalski konstruktor († 1973)
- 22. september – Ruholah Musavi Homeini, iranski verski in politični voditelj († 1989)
- 2. oktober – Leopold Figl, avstrijski politik in diplomat († 1965)
- 5. oktober – Ray Kroc, ameriški poslovnež in podjetnik († 1984)
- 18. oktober – Ernst Pascual Jordan, nemški fizik, matematik († 1980)
- 17. november – Eugene Paul Wigner, madžarsko–ameriški fizik in matematik, nobelovec († 1995)
- 21. november – Isaac Bashevis Singer, ameriški judovski pisatelj, nobelovec († 1991)
- 26. november – Maurice McDonald, ameriški poslovnež († 1971)
- 28. december – Mortimer Jerome Adler, ameriški filozof († 2001)
- 31. december – Silvo Breskvar, slovenski matematik in fizik († 1969)

## Smrti
- 23. marec – Kálmán Tisza, madžarski politik (* 1830)
- 24. marec – Jakob Missia, slovenski duhovnik, katoliški knezoškof in kardinal (* 1838)
- 26. marec – Cecil Rhodes, angleški ekonomist, zgodovinar, in demograf (* 1853)
- 10. junij – Jacint Verdaguer, katalonski pesnik (* 1845)
- 4. julij – 
  - Hervé-Auguste-Etienne-Albans Faye, francoski astronom (* 1814)
  - Narendranath Dutta – Swami Vivekananda, indijski filozof in mistik (* 1863)
- 5. september – Rudolf Virchow, nemški zdravnik, antropolog, patolog, biolog in politik (* 1821)
- 19. september – Masaoka Šiki, japonski pesnik (* 1867)
- 26. september – Levi Strauss, nemško-ameriški industrialec in izumitelj (* 1826)
- 29. september – Émile Zola, francoski pisatelj in novinar (* 1840)
- 22. november – Friedrich Alfred Krupp, nemški industrialec (* 1854)
- 4. december – Charles Dow, ameriški novinar (* 1851)
- 22. december – Richard von Krafft-Ebing, nemški psihiater (* 1840)

## Nobelove nagrade
- fizika: Hendrik Antoon Lorentz, Pieter Zeeman
- kemija: Hermann Emil Fischer
- fiziologija ali medicina: Ronald Ross
- književnost: Christian Matthias Theodor Mommsen
- mir: Élie Ducommun, Charles Albert Gobat